# Góry marsjańskie
Lista zawiera wszystkie nazwane góry na Marsie.
Nazwy większości gór zawierają jedno z następujących słów:
- Mons: duża, samotna góra.
- Montes, liczba mnoga od mons: góry, łańcuch górski.
- Tholus: wulkan tarczowy.
- Tholi, liczba mnoga od tholus: grupa (zazwyczaj rozrzuconych) wulkanów tarczowych.
- Dorsa, liczba mnoga od dorsum: grzbiety.

## Góry
| Nazwa góry                                                 | Współrzędne                               | Średnica (km) | Wysokość (km) |
| ---------------------------------------------------------- | ----------------------------------------- | ------------- | ------------- |
| Aeolis Mons (nieformalnie „Mount Sharp”)                   | ♂ 5,08°S 222,15°W/-5,080000 -222,150000   | 88,99         | 5,5           |
| Albor Tholus                                               | ♂ 18,87°N 209,53°W/18,870000 -209,530000  | 170,0         | 4,5           |
| Anseris Mons                                               | ♂ 29,81°S 273,35°W/-29,810000 -273,350000 | 58,0          | 4,2           |
| Apollinaris Tholus                                         | ♂ 17,64°S 184,25°W/-17,640000 -184,250000 | 35,0          | 3,2           |
| Arsia Mons                                                 | ♂ 8,40°S 120,09°W/-8,400000 -120,090000   | 475,0         | 16,0          |
| Ascraeus Mons                                              | ♂ 11,92°N 104,08°W/11,920000 -104,080000  | 460,0         | 18,0          |
| Ceraunius Tholus                                           | ♂ 24,25°N 97,25°W/24,250000 -97,250000    | 130,0         |               |
| E. Mareotis Tholus                                         | ♂ 36,24°N 85,13°W/36,240000 -85,130000    | 5,0           |               |
| Elysium Mons                                               | ♂ 25,02°N 212,79°W/25,020000 -212,790000  | 410,0         | 12,5          |
| Euripus Mons                                               | ♂ 44,82°S 254,82°W/-44,820000 -254,820000 | 91,0          |               |
| Galaxius Mons                                              | ♂ 34,76°N 217,69°W/34,760000 -217,690000  | 22,0          |               |
| Gonnus Mons                                                | ♂ 41,21°N 90,88°W/41,210000 -90,880000    | 57,0          |               |
| Hadriacus Mons                                             | ♂ 31,29°S 268,14°W/-31,290000 -268,140000 | 450,0         |               |
| Hecates Tholus                                             | ♂ 32,42°N 209,76°W/32,420000 -209,760000  | 183,0         |               |
| Horarum Mons                                               | ♂ 51,05°S 36,56°W/-51,050000 -36,560000   | 20,0          |               |
| Issedon Tholus                                             | ♂ 36,38°N 94,83°W/36,380000 -94,830000    | 52,0          |               |
| Jovis Tholus                                               | ♂ 18,41°N 117,41°W/18,410000 -117,410000  | 58,0          |               |
| Labeatis Mons                                              | ♂ 37,48°N 75,86°W/37,480000 -75,860000    | 22,5          |               |
| N. Mareotis Tholus                                         | ♂ 36,70°N 86,21°W/36,700000 -86,210000    | 3,0           |               |
| Oceanidum Mons (dawniej Charitum Tholus)                   | ♂ 55,2°S 318,7°W/-55,200000 -318,700000   | 33,0          |               |
| Octantis Mons                                              | ♂ 54,93°S 41,23°W/-54,930000 -41,230000   | 19,09         |               |
| Olympus Mons (największa znana góra w Układzie Słonecznym) | ♂ 18,65°N 133,80°W/18,650000 -133,800000  | 648,0         | 27,0          |
| Pavonis Mons                                               | ♂ 1,48°N 112,96°W/1,480000 -112,960000    | 375,0         | 8,7           |
| Peraea Mons                                                | ♂ 31,08°S 273,89°W/-31,080000 -273,890000 | 21,5          |               |
| Pindus Mons                                                | ♂ 39,47°N 88,52°W/39,470000 -88,520000    | 16,5          |               |
| Syria Mons                                                 | ♂ 13,92°S 255,70°W/-13,920000 -255,700000 | 80,0          |               |
| Tharsis Tholus                                             | ♂ 13,41°N 90,69°W/13,410000 -90,690000    | 158,0         |               |
| Tyrrhenus Mons (Tyrrhena Mons)                             | ♂ 21,63°S 254,12°W/-21,630000 -254,120000 | 143,0         |               |
| Uranius Tholus                                             | ♂ 26,52°N 97,57°W/26,520000 -97,570000    | 62,0          |               |
| W. Mareotis Tholus                                         | ♂ 35,88°N 87,96°W/35,880000 -87,960000    | 12,0          |               |
| Zephyria Tholus                                            | ♂ 19,96°S 187,08°W/-19,960000 -187,080000 | 30,5          |               |

## Pasma górskie
| Nazwa góry          | Współrzędne                               | Średnica (km) | Wysokość (km) |
| ------------------- | ----------------------------------------- | ------------- | ------------- |
| Ausonia Montes      | ♂ 25,42°S 260,96°W/-25,420000 -260,960000 | 158,0         |               |
| Australe Montes     | ♂ 80,19°S 345,95°W/-80,190000 -345,950000 | 387,0         |               |
| Centauri Montes     | ♂ 38,67°S 264,48°W/-38,670000 -264,480000 | 270,0         |               |
| Chalce Montes       | ♂ 53,72°S 37,65°W/-53,720000 -37,650000   | 95,0          |               |
| Charitum Montes     | ♂ 58,10°S 40,29°W/-58,100000 -40,290000   | 850,0         |               |
| Coronae Montes      | ♂ 34,31°S 273,89°W/-34,310000 -273,890000 | 236,0         |               |
| Echus Montes        | ♂ 7,81°N 77,95°W/7,810000 -77,950000      | 395,0         |               |
| Erebus Montes       | ♂ 35,66°N 174,80°W/35,660000 -174,800000  | 785,0         |               |
| Geryon Montes       | ♂ 7,72°S 81,62°W/-7,720000 -81,620000     | 359,0         |               |
| Hellas Montes       | ♂ 37,63°S 262,39°W/-37,630000 -262,390000 | 153,0         |               |
| Hellespontus Montes | ♂ 44,37°S 317,24°W/-44,370000 -317,240000 | 729,6         |               |
| Hibes Montes        | ♂ 3,79°N 188,66°W/3,790000 -188,660000    | 137,0         |               |
| Libya Montes        | ♂ 1,44°N 271,77°W/1,440000 -271,770000    | 1170,0        |               |
| Nereidum Montes     | ♂ 37,57°S 43,21°W/-37,570000 -43,210000   | 1130,0        |               |
| Phlegra Montes      | ♂ 40,40°N 196,29°W/40,400000 -196,290000  | 1352,0        |               |
| Scandia Tholi       | ♂ 74,09°N 158,72°W/74,090000 -158,720000  | 480,0         |               |
| Sisyphi Montes      | ♂ 69,65°S 346,92°W/-69,650000 -346,920000 | 200,0         |               |
| Tanaica Montes      | ♂ 39,55°N 90,83°W/39,550000 -90,830000    | 177,0         |               |
| Tartarus Montes     | ♂ 15,46°N 192,46°W/15,460000 -192,460000  | 1070,0        |               |
| Tharsis Montes      | ♂ 1,57°N 112,58°W/1,570000 -112,580000    | 1840,0        |               |
| Xanthe Montes       | ♂ 18,13°N 54,92°W/18,130000 -54,920000    | 500,0         |               |